# Nathalie Hallervorden

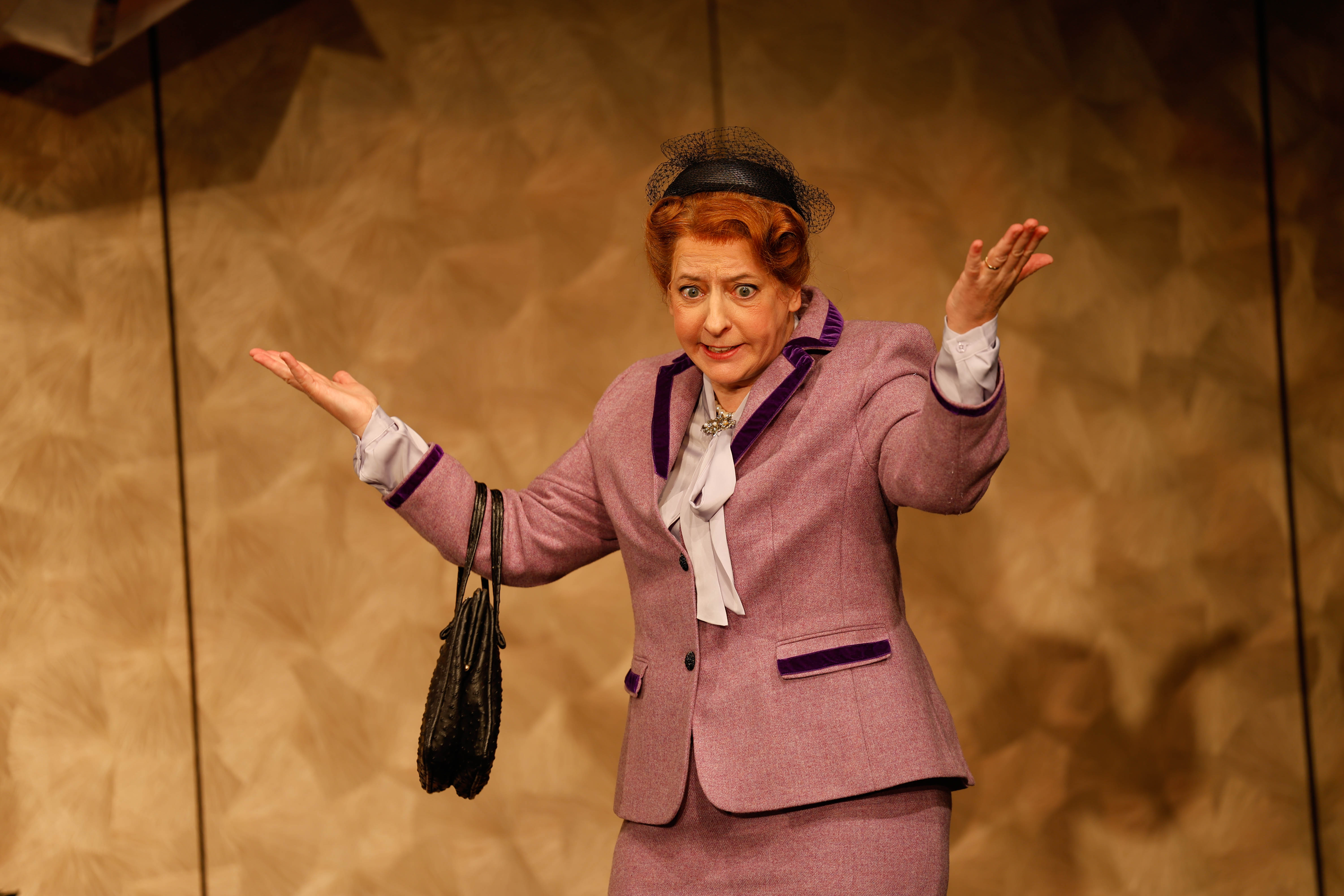
Nathalie Hallervorden als Mrs. Verindah-Gedge in „Knapp daneben ist auch vorbei“, Schlosspark Theater (2024)

Nathalie Hallervorden (* 1966 in West-Berlin) ist eine deutsche Schauspielerin.

## Biografie
Nathalie Hallervorden ist die Tochter von Dieter Hallervorden und Rotraud Schindler sowie die jüngere Schwester von Dieter Hallervorden junior. Ihren ersten Filmauftritt hatte sie im Alter von drei Jahren zusammen mit ihrem Vater in Mehrmals täglich.  Im Alter von neun Jahren spielte sie in einigen Sketchen in seiner Sendung Nonstop Nonsens.
Durch die Fernsehserie Didi – Der Untermieter wurde sie bekannt. Die drei Hauptrollen in dieser Serie wurden von der Familie Hallervorden besetzt: Die Rolle des Willi Böck spielte ihr Vater, seine damalige Ehefrau Rotraud Schindler die der Vermieterin Katharina Keller. Die Rolle der Tochter Beatrix (Trixie) wurde von der 19-jährigen Nathalie Hallervorden verkörpert.
Nach Ende der Serie (1986) zog Hallervorden nach New York City, wo sie eine dreijährige Schauspielausbildung absolvierte. Gleichzeitig studierte sie dort Politikwissenschaft, Psychologie und Theologie. 1990 kehrte sie nach Deutschland zurück und wurde Therapeutin für Kriegsflüchtlinge. Sie ist verwitwet, lebte in London und arbeitete als Psychotherapeutin in einem Krankenhaus. Seit 2023 lebt sie in Deutschland und ist Co-Intendantin des Schlosspark Theaters und Leiterin des Mitteldeutschen Theaters in Dessau-Roßlau.